# Stureby (Stockholms tunnelbana)
Stureby ist eine oberirdische Station der Stockholmer U-Bahn. Sie befindet sich im gleichnamigen Stadtteil Stureby. Die Station wird von der Gröna linjen des Stockholmer U-Bahn-Systems  bedient. Die Station gehört zu den eher mäßig frequentierten Stationen des U-Bahn-Netzes. An einem normalen Winterwerktag steigen hier ungefähr 2200 Pendler zu.
Die Station wurde am 9. September 1951 eröffnet, als der Abschnitt der Gröna linjen Gullmarsplan–Stureby in Betrieb genommen wurde. Bis zum 22. November 1954 war sie auch Endstation der Linie T19. Danach fuhren die Züge über den neuerbauten Abschnitt bis zur Station Högdalen. Die jetzige Station wurde 1953 errichtet. Die Station liegt zwischen den Stationen Bandhagen und Svedmyra. Die Bahnsteige befinden sich oberirdisch in Hochlage. Bis zum Stockholmer Hauptbahnhof sind es etwa 7,5 km.

## Reisezeit
| Linie | bis Station     | Reisezeit | bis Station                    | Reisezeit            |
| T19   | Hässelby strand | 49 min    | Gamla stan Slussen T-Centralen | 12 min 13 min 17 min |
| T19   | Hagsätra        | 7 min     | Gamla stan Slussen T-Centralen | 12 min 13 min 17 min |